# Мария Ачкова
Мария Николова Ачкова е български политик от Демократи за силна България, кмет на столичния район Средец от ноември 2015 година.

## Биография
Мария Ачкова е родена в София през 1973 година. Завършва право в Софийския университет „Св. Климент Охридски“ и магистърска програма по Право на Европейския съюз. Специализирала е в Университета в Нанси и Университета в Страсбург.
Работи като юрисконсулт в Областната администрация, Област София, в Държавна комисия по стоковите борси и тържищата (като началник на отдел „Правен“), както и в Комисията за финансов надзор – главен експерт юрист в отдел „Разрешения“. В периода 2006 – 2010 г. е началник на отдел Правен в Столична община, район „Средец“, а през 2010 – 2015 г. работи в Министерството на регионалното развитие и благоустройството, Управляващ орган на Оперативна програма „Регионално развитие“.
Участва в граждански инициативи и неправителствени организации. Съпредседател е на работна група по „Устойчив туризъм“ на CEEWEB.
Избрана е за кмет на район „Средец“ с 66,53% от подадените валидни гласове на втория тур на местните избори на 1 ноември 2015 г., като кандидат на Реформаторския блок.
От 12 ноември 2015 година е кмет на район „Средец“.